# Jacksonville Jaguars
De Jacksonville Jaguars (of simpelweg de Jaguars) is een professioneel American footballteam uit Jacksonville, Florida. Ze komen uit in de zuiddivisie van de American Football Conference (AFC), wat onderdeel is van de National Football League (NFL).
Nadat twintig jaar lang geen nieuwe teams tot de NFL waren toegelaten, werd besloten om de NFL uit te breiden met twee nieuwe teams. Uiteindelijk mochten de Jacksonville Jaguars, samen met de Carolina Panthers, in 1995 de NFL betreden. De keuze voor Jacksonville was verrassend, aangezien het een kleine agglomeratie was vergeleken met de favorieten Saint Louis en Baltimore. Tot op heden hebben de Jaguars nog geen NFL kampioenschap weten te winnen.

## Naam
Men had de naam Jaguars al klaarliggen voordat Jacksonville definitief een team toegewezen kreeg. De naam was de winnaar van een wedstrijd waarbij fans hun favoriete naam aan konden geven. In de dierentuin van Jacksonville leefde op dat moment de oudste jaguar van Noord-Amerika.

## NFL International Series
Naast thuiswedstrijden in hun eigen EverBank Stadium spelen de Jaguars van 2013 tot en met 2019 jaarlijks een thuiswedstrijd in het Wembley in Londen als onderdeel van de NFL International Series. In het 2020 seizoen waren er geen spelen in London vanwegen de Coronapandemie. In het seizoen 2021 speelden de Jaguars in het Tottenham Hotspur Stadium. In 2023 spelen de Jaguars voor het eerst twee wedstrijden in Londen; een thuiswedstrijd tegen de Atlanta Falcons in Wembley, en een uitwedstrijd tegen de Buffalo Bills in het Tottenham Hotspur Stadium.
| Datum             | Thuisploeg           | Uitslag | Uitploeg             | Toeschouwers |
| ----------------- | -------------------- | ------- | -------------------- | ------------ |
| 27 oktober 2013   | Jacksonville Jaguars | 10–42   | San Francisco 49ers  | 83.559       |
| 9 november 2014   | Jacksonville Jaguars | 17–31   | Dallas Cowboys       | 83.603       |
| 25 oktober 2015   | Jacksonville Jaguars | 34–31   | Buffalo Bills        | 84.021       |
| 2 oktober 2016    | Jacksonville Jaguars | 30–27   | Indianapolis Colts   | 83.798       |
| 24 september 2017 | Jacksonville Jaguars | 44–7    | Baltimore Ravens     | 84.592       |
| 28 oktober 2018   | Jacksonville Jaguars | 18–24   | Philadelphia Eagles  | 85.870       |
| 3 november 2019   | Jacksonville Jaguars | 3–26    | Houston Texans       | 84.771       |
| 17 oktober 2021   | Jacksonville Jaguars | 23–20   | Miami Dolphins       | 60.784       |
| 30 oktober 2022   | Jacksonville Jaguars | 17–21   | Denver Broncos       | 86.215       |
| 1 oktober 2023    | Jacksonville Jaguars | 23–7    | Atlanta Falcons      | 85.716       |
| 8 oktober 2023    | Buffalo Bills        | 20–25   | Jacksonville Jaguars | 61.273       |
| 13 oktober 2024   | Chicago Bears        | 35–16   | Jacksonville Jaguars | 61.182       |
| 20 oktober 2024   | Jacksonville Jaguars | 32–16   | New England Patriots | 86.651       |
| 19 oktober 2025   | Jacksonville Jaguars |         | Los Angeles Rams     |              |

## Resultaten
| Seizoen | Competitie | Conf | Div     | Regulier seizoen | Regulier seizoen | Regulier seizoen | Regulier seizoen | Regulier seizoen | Play-offs         | Play-offs          | Play-offs        | Play-offs  |
| Seizoen | Competitie | Conf | Div     | Plek             | W                | G                | V                | Pct              | Wild Card         | Divisional Playoff | Championship     | Super Bowl |
| ------- | ---------- | ---- | ------- | ---------------- | ---------------- | ---------------- | ---------------- | ---------------- | ----------------- | ------------------ | ---------------- | ---------- |
| 1995    | NFL        | AFC  | Central | 5e               | 4                | 0                | 12               | 0,250            |                   |                    |                  |            |
| 1996    | NFL        | AFC  | Central | 2e               | 9                | 0                | 7                | 0,563            | 27–30 @ Bills     | 27–30 @ Broncos    | 20–6 @ Patriots  |            |
| 1997    | NFL        | AFC  | Central | 2e               | 11               | 0                | 5                | 0,688            | 42–17 @ Broncos   |                    |                  |            |
| 1998    | NFL        | AFC  | Central | 1e               | 11               | 0                | 5                | 0,688            | 25–10 v. Patriots | 34–24 @ Jets       |                  |            |
| 1999    | NFL        | AFC  | Central | 1e               | 14               | 0                | 2                | 0,875            | Vrijstelling      | 62–7 v. Dolphins   | 14–33 v. Titans  |            |
| 2000    | NFL        | AFC  | Central | 4e               | 7                | 0                | 9                | 0,438            |                   |                    |                  |            |
| 2001    | NFL        | AFC  | Central | 5e               | 6                | 0                | 10               | 0,375            |                   |                    |                  |            |
| 2002    | NFL        | AFC  | South   | 3e               | 6                | 0                | 10               | 0,375            |                   |                    |                  |            |
| 2003    | NFL        | AFC  | South   | 3e               | 5                | 0                | 11               | 0,313            |                   |                    |                  |            |
| 2004    | NFL        | AFC  | South   | 2e               | 9                | 0                | 7                | 0,563            |                   |                    |                  |            |
| 2005    | NFL        | AFC  | South   | 2e               | 12               | 0                | 4                | 0,750            | 28–3 @ Patriots   |                    |                  |            |
| 2006    | NFL        | AFC  | South   | 3e               | 8                | 0                | 8                | 0,500            |                   |                    |                  |            |
| 2007    | NFL        | AFC  | South   | 2e               | 11               | 0                | 5                | 0,688            | 29–31 @ Steelers  | 31–20 @ Patriots   |                  |            |
| 2008    | NFL        | AFC  | South   | 4e               | 5                | 0                | 11               | 0,313            |                   |                    |                  |            |
| 2009    | NFL        | AFC  | South   | 4e               | 7                | 0                | 9                | 0,438            |                   |                    |                  |            |
| 2010    | NFL        | AFC  | South   | 2e               | 8                | 0                | 8                | 0,500            |                   |                    |                  |            |
| 2011    | NFL        | AFC  | South   | 3e               | 5                | 0                | 11               | 0,313            |                   |                    |                  |            |
| 2012    | NFL        | AFC  | South   | 4e               | 2                | 0                | 14               | 0,125            |                   |                    |                  |            |
| 2013    | NFL        | AFC  | South   | 3e               | 4                | 0                | 12               | 0,250            |                   |                    |                  |            |
| 2014    | NFL        | AFC  | South   | 3e               | 3                | 0                | 13               | 0,188            |                   |                    |                  |            |
| 2015    | NFL        | AFC  | South   | 3e               | 5                | 0                | 11               | 0,313            |                   |                    |                  |            |
| 2016    | NFL        | AFC  | South   | 4e               | 3                | 0                | 13               | 0,188            |                   |                    |                  |            |
| 2017    | NFL        | AFC  | South   | 1e               | 10               | 0                | 6                | 0,625            | 10–3 v. Bills     | 42–45 @ Steelers   | 24–20 @ Patriots |            |
| 2018    | NFL        | AFC  | South   | 4e               | 5                | 0                | 11               | 0,313            |                   |                    |                  |            |
| 2019    | NFL        | AFC  | South   | 4e               | 6                | 0                | 10               | 0,375            |                   |                    |                  |            |
| 2020    | NFL        | AFC  | South   | 4e               | 1                | 0                | 15               | 0,063            |                   |                    |                  |            |
| 2021    | NFL        | AFC  | South   | 4e               | 3                | 0                | 14               | 0,176            |                   |                    |                  |            |
| 2022    | NFL        | AFC  | South   | 1e               | 9                | 0                | 8                | 0,529            | 31–30 v. Chargers | 27–20 @ Chiefs     |                  |            |
| 2023    | NFL        | AFC  | South   | 2e               | 9                | 0                | 8                | 0,529            |                   |                    |                  |            |
| 2024    | NFL        | AFC  | South   | 3e               | 4                | 0                | 13               | 0,235            |                   |                    |                  |            |

| Kleur of afkorting | Betekenis                |
| ------------------ | ------------------------ |
| Groen              | Won divisie              |
| Licht groen        | Geplaatst voor play-offs |
| Score v.           | Uitslag thuisduel        |
| Score @            | Uitslag uitduel          |

## Erelijst
Divisie-titels (4)
1998, 1999, 2017, 2022
Deelnames play-offs (8)
1996, 1997, 1998, 1999, 2005, 2007, 2017, 2022

## Bekende (oud-)spelers
- Tony Boselli (1995-2001), offensive tackle, eerste keuze van de Jaguars in hun eerste NFL Draft.
- Mark Brunell (1995-2003), quarterback, in 1996 uitgeroepen tot meest waardevolle speler tijdens de Pro Bowl.
- Jimmy Smith (1995-2005), wide receiver.
- Fred Taylor (1998-2008), running back.